# Ozothamnus dendroideus
Ozothamnus dendroideus là một loài thực vật có hoa trong họ Cúc. Loài này được (N.A.Wakef.) Anderb. mô tả khoa học đầu tiên năm 1991.